# Parafia Wniebowzięcia Najświętszej Maryi Panny w Woli Radziszowskiej
Parafia Wniebowzięcia Najświętszej Maryi Panny w Woli Radziszowskiej – parafia rzymskokatolicka należąca do dekanatu Skawina archidiecezji krakowskiej.
Została wzmiankowana po raz pierwszy w spisie świętopietrza parafii dekanatu Zator diecezji krakowskiej z 1326 pod nazwą Novo Radissow. Następnie w 1335 jako Novo Radzeszow.